# Liao Lisheng
Liao Lisheng (廖力生S, Liào LìshēngP; Jieyang, 29 aprile 1993) è un calciatore cinese, centrocampista dello Shandong Taishan.

## Carriera

### Club
Ha sempre giocato nel massimo campionato cinese, vincendolo due volte.

### Nazionale
Ha esordito in Nazionale nel 2014.

## Palmarès

### Club

#### Competizioni nazionali
- Campionato cinese: 5

Guangzhou Evergrande: 2013, 2014, 2015, 2016, 2017
- Coppa della Cina: 1

Guangzhou Evergrande: 2016
- Supercoppa di Cina: 2

Guangzhou Evergrande: 2016, 2017

#### Competizioni internazionali
- AFC Champions League: 2

Guangzhou Evergrande: 2013, 2015